# 레이섬 게인스
레이섬 게인스(영어: Latham Gaines, 1964년 2월 3일 ~ )는 미국의 작곡가, 배우이다.
앨라배마주 버밍햄에서 태어났다.

## 방송
- 컬트

## 영화
- 컬트 (2009년) - 에드워드 역
- 비밀의 숲 테라비시아 (2007년) - 빌 버크 역
- 세상에서 가장 빠른 인디언 (2005년)
- 파워 레인저 - 다이노썬더 미국판 (2003년)